# Marta Kauffman
Marta Kauffman (născută la 21 septembrie 1956) este o scenaristă și producătoare TV. Împreună cu David Crane a creat sitcom-ul Friends.